# 35-ös busz (Budapest)
A budapesti 35-ös jelzésű autóbusz Csepel, Csillagtelep és a Szentlőrinci úti lakótelep között közlekedik. A vonalat az ArrivaBus üzemelteti. A 2008-as paraméterkönyv bevezetése előtt 59-es jelzéssel közlekedett. A 35-ös busz korábban Pestszentimre vasútállomás és a Ferihegy vasútállomás között közlekedett.

## Története
2008. augusztus 21-én az 59-es járatszámát 35-ösre módosították, míg az 59A-t összevonták a 19-es busszal, az új viszonylat a 36-os jelzést kapta.
2013. július 1-jén útvonala módosult, a Védgát utca – Corvin út helyett az Ady Endre úton át közlekedik; a Szőrmegyár, Védgát utca és Weiss Manféd út megállóhelyek helyett a Papírgyárnál és a Védgát utcánál áll meg.
2021. július 3-ától hétvégente és ünnepnapokon, majd 2021. július 12-étől 2022. április 30-áig minden nap első ajtós felszállás volt érvényben. 2022. május 1-jétől ismét csak hétvégén és ünnepnapokon, 2025. május 12-étől pedig munkanapokon 20 óra után is csak az első ajtón lehet felszállni, ahol a járművezető ellenőrzi az utazási jogosultságot.

## Járművek
Az új paraméterkönyv bevezetése óta (2008. augusztus 21.) a 35-ös viszonylaton hétköznap 5 Ikarus 260-as és 5 Ikarus 412-es típusú busz közlekedett, míg hétvégén szintén 5 Ikarus 260-as, de csak 2 Ikarus 412-es közlekedik. A járműveket a Dél-pesti autóbuszgarázs adta.
Jelenleg az ArrivaBus MAN Lion’s City buszai közlekednek a vonalon.

## Útvonala
| Szentlőrinci úti lakótelep felé |
| Csepel, Csillagtelep vá. – Vénusz utca – Szabadság utca – Kölcsey utca – Völgy utca – Kossuth Lajos utca – Károli Gáspár utca – II. Rákóczi Ferenc út – Szent Imre tér – Kossuth Lajos utca – Ady Endre út – Gubacsi híd – felüljáró – Topánka utca – Szent Erzsébet tér – Török Flóris utca – Wesselényi utca – Virág Benedek utca – Köves út – Újtelep út – Szent László utca – Buszforduló utca – Szentlőrinci úti lakótelep vá.              |
| Csepel, Csillagtelep felé |
| Szentlőrinci úti lakótelep vá. – Szent László utca – Újtelep út – Köves út – Virág Benedek utca – Knézits utca – Nagysándor József utca – Szent Imre herceg utca – Szent Erzsébet tér – Szent Imre herceg utca – Ferenc utca – Topánka utca – felüljáró – Gubacsi híd – Ady Endre út – Kossuth Lajos utca – Szent Imre tér – Kossuth Lajos utca – Völgy utca – Kölcsey utca – Szabadság utca – Orion utca – Mars utca – Csepel, Csillagtelep vá. |

## Megállóhelyei
| 0  | Csepel, Csillagtelep végállomás                    | 35 | 36                                                                                        | Óvoda, Iskola, Gimnázium, Orvosi rendelő                                                                |
| ∫  | Jupiter utca                                       | 34 | 36                                                                                        | |
| 0  | Kölcsey utca (↓) Szabadság utca (↑)                | 32 | 36                                                                                        | |
| 1  | Iskola tér                                         | 32 | 36                                                                                        | Óvoda, Iskola, Gimnázium                                                                                |
| 2  | Dr. Koncz János tér                                | 31 | 36                                                                                        | |
| 4  | Völgy utca (↓) Kölcsey utca (↑)                    | 29 | 36, 71, 152                                                                               | |
| 5  | Béke tér (↓) Bánya utca (↑)                        | 28 | 36                                                                                        | |
| 6  | Kossuth Lajos utca (Völgy utca) (↓) Völgy utca (↑) | 28 | 36, 159                                                                                   | |
| ∫  | Szent István út                                    | 26 | 36, 159                                                                                   | |
| 8  | Görgey Artúr tér                                   | 25 | 36, 148, 151, 152, 159                                                                    | XXI. kerületi Szakorvosi rendelő, II. számú posta, McDonald’s étterem, Csepel Plaza                     |
| 9  | Karácsony Sándor utca                              | 24 | 36, 148, 151, 152, 159                                                                    | Óvoda, Iskola, Gimnázium, Autóbusz-állomás, Volánbusz-állomás, HÉV-állomás                              |
| 12 | Szent Imre tér H (↓) Szent Imre tér (↑)            | 23 | 36, 38, 38A, 71, 138, 148, 151, 152, 159, 179, 238, 278 672, 673, 674, 675, 676, 688, 690 | Csepeli Polgármesteri Hivatal, Okmányiroda, XXI. Kerületi Rendőrség, Posta, Óvoda, Iskola, Gimnázium    |
| 14 | Kossuth Lajos utca / Ady Endre út                  | 21 | 36, 148, 151, 179                                                                         | |
| 15 | Védgát utca                                        | 18 | 36, 148, 151                                                                              | Lidl áruház                                                                                             |
| 16 | Papírgyár                                          | 17 | 36, 148, 151                                                                              | Papírgyár                                                                                               |
| 19 | Sósfürdő                                           | 15 | 36, 148, 151 119 (Csepeli átjáró)                                                         | Pesterzsébeti Jódos-Sós Gyógy- és Strandfürdő                                                           |
| 20 | Pesterzsébet, Baross utca                          | 14 | 36, 66E, 119, 148, 151, 166, 224, 224E                                                    | |
| 22 | Pesterzsébet, városközpont                         | 13 | 66, 66B, 66E, 119, 148, 166, 223E, 224, 224E                                              | Pesterzsébeti Polgármesteri Hivatal, INTERSPAR áruház, McDonald’s étterem, Centrum Áruház, Penny Market |
| 23 | Ady Endre utca (Topánka utca)                      | 12 | 66, 66B, 119, 148, 166, 223E, 224, 224E 2B, 51, 52                                        | MOL benzinkút                                                                                           |
| ∫  | Szent Erzsébet tér                                 | 10 | 66, 66B, 148, 224                                                                         | Budapest-Pestszenterzsébeti Szent Erzsébet Főplébánia                                                   |
| 25 | Nagysándor József utca                             | ∫  | 151 2B, 51, 52                                                                            | |
| ∫  | Szent Imre herceg utca                             | 9  | 151 2B, 51, 52                                                                            | |
| 26 | Klapka utca                                        | ∫  | 2B, 52                                                                                    | |
| ∫  | Székelyhíd utca                                    | 8  |                                                                                           | |
| 27 | Wesselényi utca                                    | ∫  | 2B, 52                                                                                    | |
| 28 | Rózsás utca (↓) Jósika utca (↑)                    | 6  |                                                                                           | |
| 29 | Királyhágó utca                                    | 5  | 123, 123A, 224, 224E                                                                      | |
| 30 | Előd utca                                          | 5  | 123, 123A, 224, 224E                                                                      | |
| 32 | Jahn Ferenc Kórház                                 | 4  | 36, 123, 123A, 135, 224, 224E                                                             | Jahn Ferenc Kórház                                                                                      |
| 33 | Mesgye utca                                        | 2  | 36, 123, 123A, 135, 224, 224E                                                             | |
| ∫  | Maros utca                                         | 1  | 123, 123A, 135, 224, 224E                                                                 | |
| 34 | Dinnyehegyi út                                     | 1  | 123, 123A, 135, 224, 224E                                                                 | |
| 35 | Szent László utca / Újtelep út                     | 0  | 123, 123A, 135, 224, 224E                                                                 | |
| 37 | Szentlőrinci úti lakótelep végállomás              | 0  | 123, 123A, 135 (ünnepnapokon), 224, 224E                                                  | Szentlőrinci úti lakótelep                                                                              |